# Deutsche Postcode Lotterie
Die Deutsche Postcode Lotterie ist eine 2016 in Deutschland durch das Land Rheinland-Pfalz zugelassene privatrechtliche Lotterie. Sie gehört zur niederländischen Novamedia BV, die wiederum im Eigentum der Stiftung de Novamedia BV Fundatie steht.

## Die Postcode Lottery Group (Novamedia BV)
Die Novamedia wurde 1983 von Boudewijn Poelmann gegründet. Das Unternehmen verfolgt das Ziel, soziale Einrichtungen zu unterstützen. 1989 wurde die Nationale Postcode Lotterij von Poelmann mit Frank Leeman, Herman de Jong und Simon Jelsma gegründet. Novamedia übertrug das Konzept in weitere fünf Länder: Großbritannien (2005), Schweden (2005), Deutschland (2016) und Norwegen (2018) sowie seit 2024 Kanada. Die Novamedia BV und die sechs Lotterien bilden die Postcode Lottery Group.
Als Markenbotschafter traten auf: Sarah Jane Brown, Bill Clinton, George Clooney, Johan Cruijff, Roger Federer, Nadia Murad, Rafael Nadal, Emma Thompson und Desmond Tutu. Aus Deutschland sind es Toni Kroos, Katarina Witt, Peter Maffay und Michael Patrick Kelly.
Bis heute hat die Postcode Lottery Group international etwa vier Milliarden Euro für soziale Einrichtungen ausgekehrt. Die Internationale Gesellschaft wird von Sigrid van Aken geführt.

## Deutsche Lotterie
Die Lotterie basiert auf den Postleitzahlen und Straßencodes. Es handelt sich somit um fünf Ziffern und zwei Buchstaben. Die Lose werden als monatliche Abonnements veräußert.
Der deutsche Beirat besteht aus Sabine Leutheusser-Schnarrenberger (Vorsitz), Rita Süssmuth, Julia Kloiber, Esra Küçük, Christian Hof und Peter Clever. Geschäftsführer sind Friederike Behrends und Dominik Krzysztofek.
Die Deutsche Postcode Lotterie ist Sponsor von Fortuna Düsseldorf.
Im Jahr 2022 übertraf der Umsatz der Deutschen Postcode Lotterie mit 203,2 Millionen Euro erstmals den der Deutschen Fernsehlotterie. Sie gehört damit neben der Aktion Mensch, der Deutschen Fernsehlotterie und der GlücksSpirale zu den vier großen deutschen Soziallotterieen.